# Nigakute Amai
Nigakute Amai (にがくてあまい "Bitter Sweet") è un film del 2016 diretto da Shōgo Kusano, scritto da Tomohiro Ōtoshi, interpretato da Haruna Kawaguchi e Kento Hayashi e basato sull'omonima serie webmanga di Yumiwo Kobayashi. Il film è stato annunciato il 19 febbraio 2014. È stato rilasciato in Giappone il 10 settembre 2016.

## Trama
Maki Eda lavora per un'agenzia pubblicitaria in una grande azienda. È single e non ha fortuna con gli uomini. Inoltre, non è molto brava a cucinare e le piace mangiare cibo spazzatura. Un giorno, incontra Nagisa Katayama. È un insegnante d'arte e vegetariano. A differenza di Maki, Nagisa cucina molto bene. Le due persone si trovano quindi a vivere insieme. Maki si rende conto di essere innamorata di Nagisa, ma Nagisa è gay. Attraverso la sua cucina, risolvono i propri problemi e diventano importanti l'uno per l'altro.

## Personaggi
- Maki interpretata da Haruna Kawaguchi
- Nagisa interpretato da Kento Hayashi
- Arata Tachibana interpretato da Yasushi Fuchikami
- Minami Aoi interpretata da Hiyori Sakurada
- Atsushi Babazono interpretato da Mackenyu
- Yassan interpretato da SU